# Wietzen
Wietzen egy község Németországban, a Weser-Nienburgi járásban. Lakosainak száma 2117 fő (2023. december 31.).

## Népessége
| Lakosok száma | 2256 | 2170 | 2199 | 2095 | 2102 | 2117 |
|               | 2016 | 2017 | 2019 | 2021 | 2022 | 2023 |